# Roser Amills
Roser Amills Bibiloni (Algaida, Islas Baleares, 17 de diciembre de 1974), conocida profesionalmente como Roser Amills, es una escritora y periodista mallorquina, con obra en castellano, catalán y portugués.

## Biografía

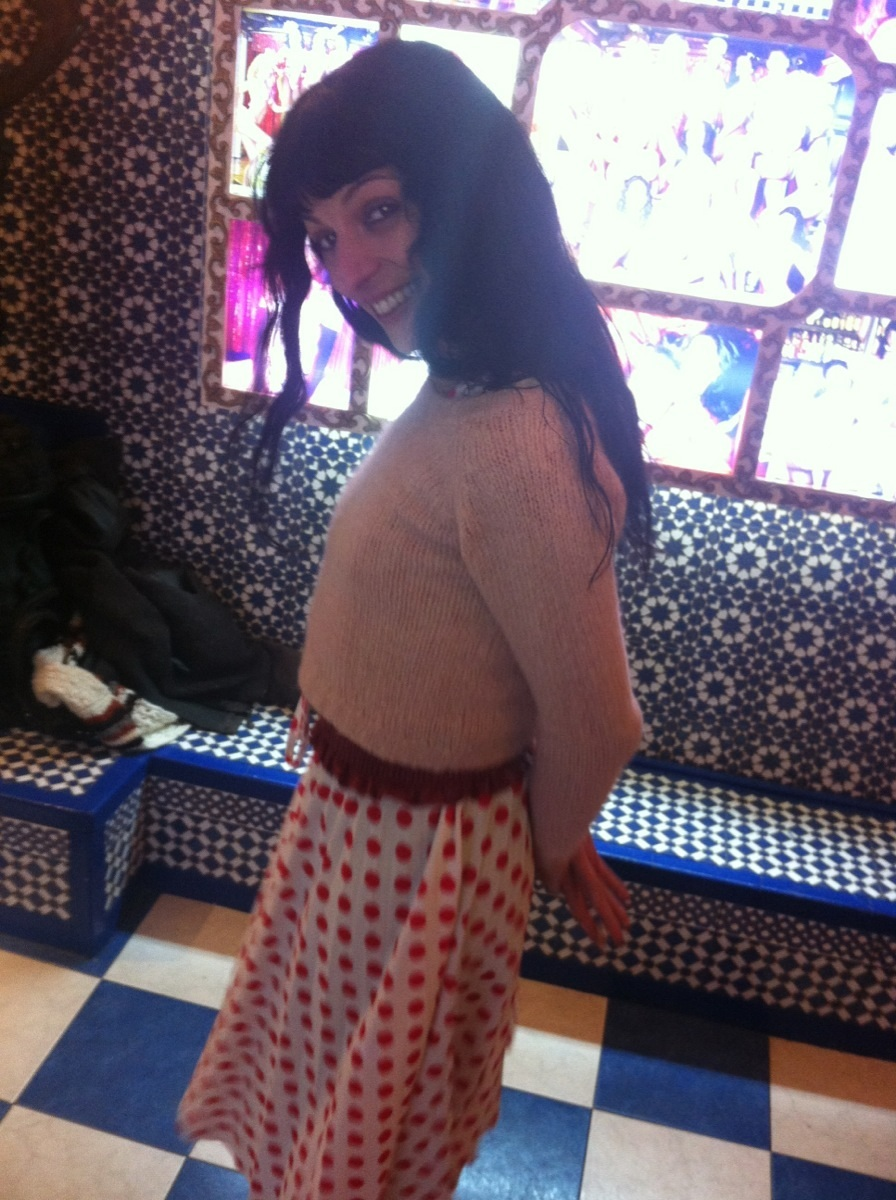
Roser Amills

Hija de madre mallorquina de origen criptojudío, de Algaida, y padre de familia minera de Bagá, provincia de Barcelona, y mayor de cuatro hermanos, nació y se crio en Algaida, donde estudió en el Colegio Padre Bartolomé Pou y en el Instituto Pere de Son Gall de Lluchmayor. Con diecisiete años se trasladó a vivir a Barcelona, donde reside actualmente. Inició filología hispánica en la UAB para continuar filología románica en la Universidad de Barcelona. Con una veintena de libros publicados, está colegiada en la ACEC, Asociación Colegial de Escritores de Cataluña.

## Libros publicados
- Asja (2017), novela sobre la relación entre la directora de teatro letona Asja Lacis y el filósofo Walter Benjamin
- La bachillera (2016)
- El ecuador de Ulises (2015) novela sobre la estancia documentada del actor Errol Flynn en Mallorca durante los últimos diez años de su vida.
- Sé buena (2014)
- Fes bondat (2014) (en catalán)
- Самые пикантные истории и фантазии знаменитостей. Часть 2 (2014) (en ruso)[2]
- Самые пикантные истории и фантазии знаменитостей. Часть 1 (2014) (en ruso)[3]
- M'agrada el sexe (2013) (en catalán)
- Me gusta el sexo (2013)[4]
- Les 1.001 fantasies més eròtiques i salvatges de la historia (2012) (en catalán),[5] con introducciones de Antoni Bolinches, Susanna Griso y Eudald Carbonell. Premi La Llança de Sant Jordi 2012 de Òmnium Cultural[6][7]
- 333 vitamines per a l'ànima (2012) (con Víctor Amela)
- Las 1.001 fantasías más eróticas y salvajes de la historia (2012)[8][9]
- Paraules d'amor, confessions apassionades (2011) (con Víctor Amela), premi La Llança de Sant Jordi de Òmnium Cultural[10]
- Morbo (1.ª edición 2010 en catalán, 2.ª edición 2012 bilingüe en catalán y castellano)[11]
- Nos casamos (2004) (con Bettina Dubcovsky)[12]
- Vivir con serenidad (2004)
- Lais per amants distingits (2004) con prólogo de Andrés Rábago[13]
- Mejan (1998)
- Uno solo, por favor (1998)

### Traducciones de su obra
- As 1001 Fantasias Mais Eróticas e Selvagens da História (2013) es la traducción al portugués de Les 1001 fantasies més eròtiques i salvatges de la història (2012)
- El poeta y traductor Ed Smallfield ha publicado poemas de Morbo traducidos al inglés en la revista Barcelona Ink (2013)
- El poeta y traductor Klaus Ebner ha traducido poemas de Morbo al alemán, publicados en la revista Driesch (2012).

## Antologías y prólogos
- Els caus secrets (2013), antología de jóvenes narradores catalanes de la Editorial Moll con Jaume C. Pons Alorda, Lucia Pietrelli, Bel Olid, Jordi Nopca, Laia Martínez López, Gerard Guix, Yannick García, Helder Farrés Hirondelle, Marina Espasa, Biel Cussó, Sandra Comas Anglada, Roc Casagran Casañas, Ivan Carbonell Iglesias, Angel Cano Mateu, Max Besora, Sebastià Bennassar, Cinta Arasa Carot, Laura De Andrés Creus, Gemma Aguilera Marcual y algunos más hasta 61.
- Prólogo al poemario Escozor nuestro de cada día de Agustín Calvo Galán (2013)
- Poesía a la frontera. Antologia de poetes en llengua catalana, aragonesa i castellana (2011) con el catalán Carles Duarte, el valenciano Francesc Mompó, el artista de Perpiñán Phillippe Lavaill, los zaragozanos en fabla aragonesa Francho Nagore y Chuse Inazio Nabarro y los poetas aragoneses en lengua castellana José Antonio Gargalló, Maruja Collados, Olga Bernad, la argentina Graciela Grialdez y el gallego Anton Castro, entre otros.[14]
- Prólogo al libro El cos de les pàgines de Antònia Ripoll (2011)[15]
- Antologia de poetes de l'Ebre (2010) con Miquel Accensi Subirats, Mª Pilar Alegría, Francesc Bosquet, Maria Brulls Pujols, Júlia Costa, Glòria Fandos, Francesc Favà, Rosa Gavín, Iban Rabassa, Montse Pallarés, Teresa Silva Querol i Jordi Vilàs, entre otros.

## Premios
En 1996 escribió el primer libro, Uno solo, por favor, poemario que recibió el Primer Premio de la Universidad Menéndez Pelayo de Madrid en 1997. Ha recibido los premios La Llança de Sant Jordi de Òmnium Cultural 2011 y la Llança de Sant Jordi de Òmnium Cultural 2012, el Primer Premio de Poesía de la Universidad Politécnica de Madrid y el Premio de Narrativa Primers Jocs Florals de la Universidad de Barcelona 1997). El 2014 ganó el premio Micrófono de informadores APEI - PRTVI 2014 en la categoría de Internet.

## Periodismo
Desde septiembre de 2017 colabora en el programa Tarda Oberta de TV3.
En 1993 comenzó a trabajar de lector editorial para las editoriales Grijalbo Mondadori -con Cristina Armiñana- y Seix Barral para Luis Lagos y Pere Gimferrer y trabajó de correctora ortotipográfica en el Grupo Zeta. Como periodista, ha trabajado en Grupo Zeta (Woman, CNR, Tu salud, You, Man y redactora jefa de Summum), RBA (El Mueble, Cocinas y Baños), Globus Comunicación (Psicología i Casa & Campo), Grupo Godó (revistas Què Fem, La revista dels Súpers, redactora jefa de Interiores, y suplemento Cultura/s), Critèria-Grup Cultura 03 (redactora jefa de Espacio amigo y editora), Grupo Recoletos (editora y redactora en El País-Aguilar), MC Edicions (directora de la revista Estilo Clásico de MC Ediciones). Escribe en La Vanguardia digital el blog Inspiración digital, columnas en el diario balear Última Hora y Lanoticia.cat. Colaboradora en Onda Vasca, La Xarxa, Canal Català y Catalunya Ràdio. y al Vespre a la 2 de TVE Cataluña.

## Radio y televisión
- 2020-2022 — Colaboradora de Al dia Pitiüses en (IB3) ràdio.
- 2017-2020 — Colaboradora de Cinc Dies en (IB3) TV.
- 2018-2020 — Colaboradora de Són 4 dies (Ràdio 4), de Goyo Prados.
- 2016-2017 — Colaboradora de Tarda Oberta en (TV3)
- 2016-2018 — Colaboradora de Anem de Tarda (Ràdio 4), de Goyo Prados.
- 2015-2016 — Colaboradora de Vespre a La 2 de La 2 de TVE en Cataluña
- 2013-2017 — Creadora del programa Les 1.001 nits y colaboradora en (Catalunya Ràdio)
- 2011-2013 — Colaboradora de La última seducción en (Onda Vasca)